# Xanthoparmelia purdieae
Xanthoparmelia purdieae är en lavart som beskrevs av Elix. Xanthoparmelia purdieae ingår i släktet Xanthoparmelia och familjen Parmeliaceae.   Inga underarter finns listade i Catalogue of Life.